# 微笑北京
微笑北京是北京奥运的一个主题活动，主题口号为“志愿者的微笑是北京最好的名片”（“Volunteers'Smile,Beijing's Image”）。《微笑北京》同时也是北京奥运会暨残奥会志愿者主题歌、嫦娥一号搭载的歌曲之一。

## 演唱歌手
- 作曲：志愿者，作词：志愿者
- 演唱：白雪

## 参看
- 《我是明星》
- 微笑圈

## 外部連結
- 微笑北京主题网
- 微笑北京：）